# Нижняя Бавария (герцогство)
Герцогство Нижняя Бавария (нем. Herzogtum Niederbayern) — герцогство в составе Священной Римской империи, существовавшее с 1255 по 1340 годы.

## История

### Первое создание
Нижнебаварское герцогство было образовано в 1255 году в результате раздела владений герцога Оттона II между его сыновьями: Генрих получил Нижнюю Баварию, а Людвиг — Верхнюю (с Пфальцем).
В 1331 году, в результате конфликта Генриха XIV с родственниками, выделились герцогства Бавария-Бургхаузен во главе с Оттоном IV, и Бавария-Деггендорф во главе с Генрихом XV, однако в 1332 году три герцога вернулись к совместному правлению.
После угасания нижнебаварской линии Виттельсбахов Людвигу IV удалось в 1340 году вновь объединить баварские владения семьи в единое целое.

### Второе создание
Когда дети Людвига IV в 1349 году разделили наследство отца, то Людвиг V, Людвиг VI и Оттон V получили часть, вновь названную «Верхней Баварией», а Стефану II, Вильгельму I и Альбрехту I досталась «Нижняя Бавария».
В 1353 году Нижняя Бавария была разделена вновь: Стефану досталось Баварско-Ландсхутское герцогство, а Вильгельму и Альбрехту — Баварско-Штраубингское герцогство.

## Герцоги Нижней Баварии

### Первое создание
- Генрих XIII (1255—1290)
- Оттон III (1290—1312)
- Людвиг III (1290—1296)
- Стефан I (1290—1310)
- Генрих XIV (1310—1339)
- Оттон IV (1310—1334)
- Генрих XV (1312—1333)
- Иоганн I (1339—1340)

### Второе создание
- Стефан II, Вильгельм I и Альбрехт I (1347—1349)